# Pré-história e proto-história da Polônia
A pré-história e a proto-história da Polónia podem ser traçadas desde o primeiro aparecimento da espécie Homo no território da actual Polónia, até ao estabelecimento do estado polaco no século X, num período de aproximadamente 500 mil anos.
A área da actual Polónia passou pelas fases de desenvolvimento sócio-técnico conhecidas como Idades da Pedra, do Bronze e do Ferro, depois de experimentar as mudanças climáticas dos períodos glaciares. A descoberta arqueológica mais conhecida do período pré-histórico é o assentamento fortificado de Biskupin , de cultura lusaciana. À medida que civilizações antigas começaram a aparecer no sul e no oeste da Europa, as culturas da área da actual Polónia foram influenciadas por elas em vários graus.
Entre os povos que habitaram várias partes da Polónia até à fase de desenvolvimento da Idade do Ferro estavam tribos citas, celtas, germânicas, sármatas, romanas, ávaras, valacas e bálticas. No início da Idade Média, a área passou a ser dominada por tribos eslavas ocidentais e finalmente tornou-se o lar de uma série de tribos polonesas lequíticas que formaram pequenos estados na região a partir do século VIII.

## Historiografia
Na Pré-história e proto-história, por um período de pelo menos 500,000 anos, a área da atual Polônia. Passou pelos estágios de desenvolvimento da Idade da pedra, Idade do bronze e Idade do ferro, junto com as regiões próximas. O período Neolítico trouxe consigo a cultura da cerâmica linear, cujos fundadores migraram do rio Danúbio a partir de 5,500 AC. Essa cultura se distinguiu pelo estabelecimento das primeiras comunidades agrícolas no território hoje polonês. Depois, entre 4,400 e 2,000 AC, as populações nativas pós-mesolíticas iriam adotar e desenvolver a agricultura local.
A idade do bronze polonesa começou entre 2300–2400 AC, enquanto sua idade do ferro 700–750 AC. Uma das muitas culturas descobertas, a cultura lusaciana, surgiu das idades do bronze e ferro e deixou notáveis assentamentos. Por volta de 400 AC, a Polônia era populada por Celtas da cultura de La Tène. Esses foram logo seguidos por culturas emergentes com fortes componentes germânicos, influenciados primeiro pelos celtas, e então, pelo império romano. O povo germânico migrou da área por volta de 500 DC durante o grande período migratório da Europa durante a chamada idade das trevas. As áreas mais florestais do Norte foram assentadas pelo povo báltico.
De acordo com a pesquisa arqueológica, eslavos residem na atual Polônia por mais de 1500 anos. Estudos genéticos recentes, no entanto, determinaram que o povo que vive na Polônia moderna incluem em seus ancestrais descendentes dos povos que habitaram as terras por milhares de anos, desde o início do período neolítico.
Eslavos no território polonês foram organizados em tribos, das quais as maiores foram posteriormente conhecidas como tribo dos polanos; o nome de muitas tribos podem ser achadas na lista compilada por um Geógrafo Bávaro anônimo do século IX. Nos séculos IX e X, dessas tribos nasceram regiões desenvolvidas em torno do rio Vístula, na costa do mar Báltico e na Grande Polônia. Essa última resultou na formação de uma estrutura política que se tornou, no século X o Estado polonês, parte das Nações eslavas. Tal como acontece com outras áreas da história humana de períodos iniciais, o conhecimento destes tempos é limitado, uma vez que poucas fontes escritas antigas e medievais estão disponíveis; a pesquisa, portanto, depende principalmente da arqueologia. A linguagem escrita chegou aos poloneses somente depois de 966, quando o governante das terras polonesas, o duque Miecislau I, se converteu ao cristianismo e clérigos estrangeiros educados chegaram.

## Idade da Pedra
A Idade da Pedra da Polônia é dividida nas eras Paleolítica, Mesolítica e Neolítica.
A era paleolítica estendeu-se de c. 500 a oito mil a.C. e é subdividido em quatro períodos: o Paleolítico Inferior, c. 500 a 350 mil a.C.; o Paleolítico Médio, c. 350 a 40 mil a.C.; o Paleolítico Superior, c. 40 a 10 mil a.C.; e o Paleolítico Final, c. 10 a oito mil a.C.. A era mesolítica durou de c. oito a a 5 500 a.C. e o Neolítico de c. 5500 a 2 300 a.C.. O Neolítico é subdividido em Neolítico propriamente dito, c. 5500-2 900 a.C., e a Idade do Cobre, c. 2900 – 2 300 a.C..
A Idade da Pedra da Polónia durou aproximadamente 500.000 anos e viu o aparecimento de três espécies distintas de Homo : Homo erectus, Homo neanderthalensis e Homo sapiens (humanos). As culturas da Idade da Pedra variaram desde os primeiros grupos humanos com ferramentas primitivas até sociedades agrícolas avançadas e estratificadas que usaram ferramentas de pedra sofisticadas, construíram assentamentos fortificados e desenvolveram a metalurgia do cobre.
Tal como noutras partes da Europa Central, as fases Paleolítica, Mesolítica e Neolítica da Idade da Pedra da Polónia foram caracterizadas por refinamentos nas técnicas de fabricação de ferramentas de pedra. As atividades humanas paleolíticas (cujos locais mais antigos têm 500 mil anos) eram intermitentes devido às glaciações recorrentes. Um aquecimento climático geral e um aumento resultante na diversidade ecológica foram característicos da era Mesolítica (nove – oito mil a.C.).
A era Neolítica marcou o início das primeiras comunidades agrícolas estabelecidas, cujos fundadores migraram da área do rio Danúbio a partir de cerca de 5 500 a.C.. Mais tarde, as populações nativas pós-Mesolíticas também adotariam e desenvolveriam o modo de vida agrícola (entre 4400 e cerca de 2 000 a.C.).

## Idades do Bronze e do Ferro
A Idade do Bronze da Polônia compreendeu o Período I, c. 2300–1 600 a.C.; Período II, c. 1600–1 350 a.C.; Período III, c. 1350–1 100 a.C.; Período IV, c. 1100–900 a.C.; e Período V, c. 900–700 a.C.. O início da Idade do Ferro incluiu o Período C de Hallstatt, c. 700–600 a.C. AC e Período D de Hallstatt, c. 600–450 a.C..

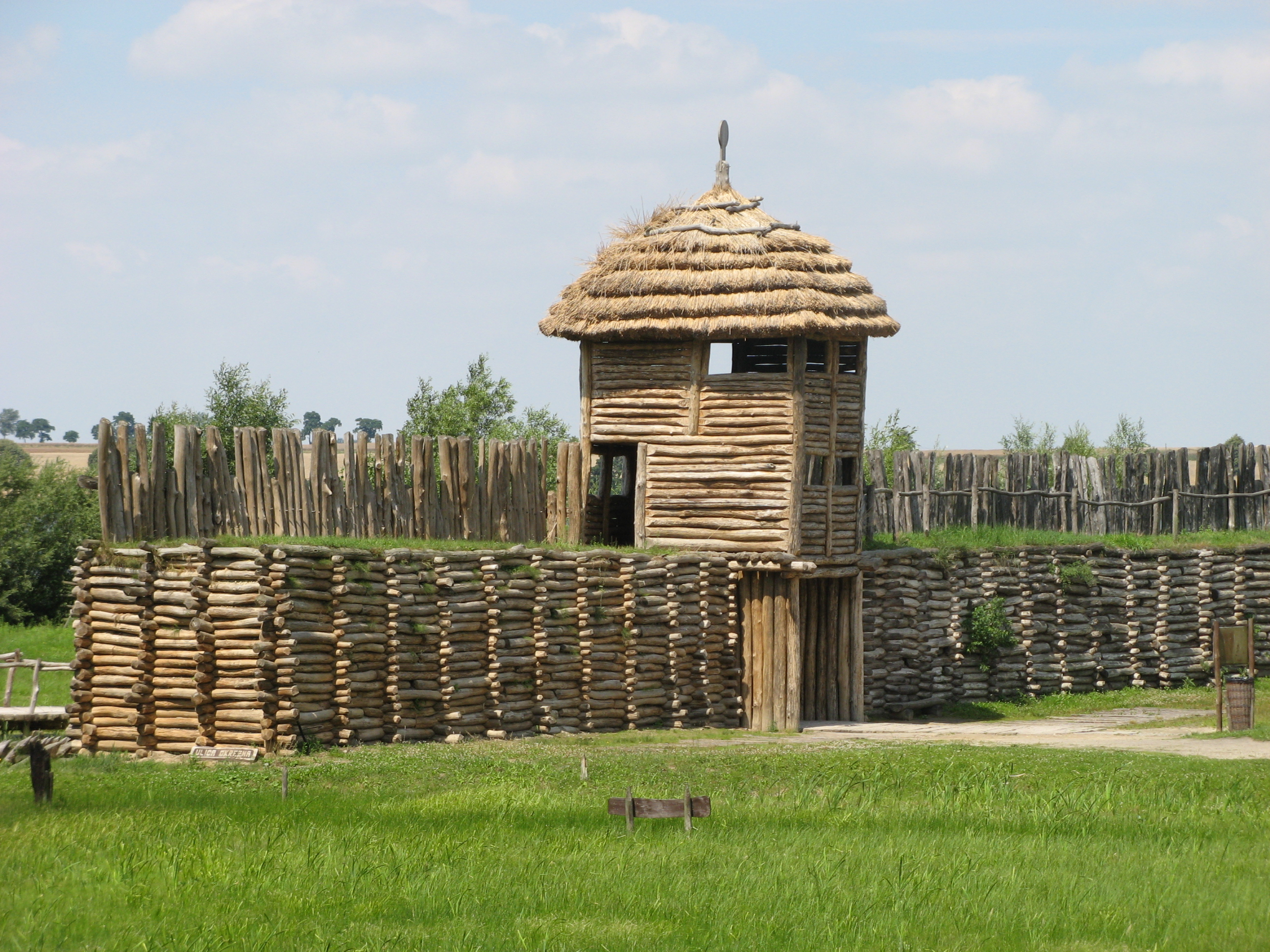
Biskupin reconstruído

As culturas da Idade do Bronze e do Ferro da Polônia são conhecidas principalmente por pesquisas arqueológicas. As culturas da Idade do Bronze da Polônia começaram por volta de 2.300-2.400 aC, enquanto a Idade do Ferro começou c. 700-750 AC. No início da Era Comum, as culturas arqueológicas da Idade do Ferro descritas no artigo principal já não existiam. Dada a ausência de registos escritos, as etnias e afiliações linguísticas dos grupos que viviam na Europa Central e Oriental naquela época são especulativas; há um desacordo considerável sobre suas identidades. Na Polónia, a cultura lusaciana, que abrangeu as Idades do Bronze e do Ferro, tornou-se particularmente proeminente. A descoberta arqueológica mais famosa desse período é o assentamento fortificado de Biskupin ( gród ), que representava a cultura lusaciana do início da Idade do Ferro.
Objetos de bronze foram trazidos para a Polônia por volta de 2 300 a.C. da Bacia dos Cárpatos. A Idade do Bronze nativa que se seguiu foi dominada pela cultura inovadora Unetice no oeste da Polônia e pela cultura conservadora Mierzanowice no leste da Polônia. Estes foram substituídos em seus respectivos territórios durante o subsequente Período do Bronze Antigo pela Cultura dos Túmulos (pré-lusaciana) e pela cultura Trzciniec.
Característica dos restantes períodos do bronze foram as culturas Urnfield, nas quais os sepultamentos de esqueletos foram substituídos pela cremação em grande parte da Europa. Na Polónia, os assentamentos culturais lusacianos dominaram a paisagem durante quase mil anos, continuando até ao início da Idade do Ferro. Uma série de invasões citas começando no século VI a.C. precipitou seu desaparecimento. O Período D de Hallstatt foi uma época de expansão para a cultura da Pomerânia, enquanto a cultura Curgã do Báltico Ocidental dominou a região da Masúria - Vármia na Polônia.

## Antiguidade
O período da cultura La Tène é subdividido em La Tène A, c. 450–400 a.C.; La Tène B, c. 400–250 a.C.; La Tène C, c. 250–150 a.C.; e La Tène D, c. 150–0 a.C.. O período de 200 a 0 a.C. também pode ser considerado um período pré- romano mais jovem. Foi seguido por um período de influência romana cujo estágio inicial durou de c. 0 a 150 d.C. e seu estágio posterior de c. 150 a 375. O período de 375 a 500 d.C. constitui o Período Migratório (pré- eslavo).
Povos pertencentes a numerosas culturas arqueológicas identificadas com tribos celtas, germânicas, bálticas e, em algumas regiões, tribos eslavas habitaram partes da Polônia durante a era da antiguidade clássica, de cerca de 400 aC a 450-500. Outros grupos, difíceis de identificar, provavelmente também estiveram presentes, uma vez que a composição étnica das culturas arqueológicas é muitas vezes mal reconhecida. Sem usar uma linguagem escrita em qualquer grau apreciável, muitos deles desenvolveram uma cultura material e uma organização social relativamente avançadas, como evidenciado pelo registro arqueológico, por exemplo, por sepulturas "principescas" dinásticas ricamente mobiliadas. Característica deste período foram as altas taxas de migração, muitas vezes envolvendo grandes grupos de pessoas.
Os povos celtas estabeleceram assentamentos a partir do início do século IV a.C., principalmente no sul da Polónia, o limite exterior da sua expansão, como representantes da cultura La Tène. Com a sua economia e artesanato desenvolvidos, exerceram uma influência cultural duradoura, desproporcional ao seu pequeno número na região.
Os povos germânicos viveram no que hoje é a Polônia durante vários séculos, durante os quais muitas de suas tribos também migraram para o sul e para o leste (ver cultura Wielbark ). Com a expansão do Império Romano, as tribos germânicas ficaram sob influência cultural romana. Algumas observações escritas de autores romanos que são relevantes para o desenvolvimento em terras polonesas foram preservadas; eles fornecem informações adicionais em conjunto com o registro arqueológico. No final, à medida que o Império Romano se aproximava do seu colapso e os povos nómadas que invadiam a partir do leste destruíam, danificavam ou desestabilizavam as várias culturas e sociedades germânicas, os povos germânicos deixaram a Europa Oriental e Central em direcção às partes mais seguras e ricas do sul e do oeste da Europa. o continente europeu. De acordo com Tácito e Ptolemeu, os godos deixaram a região do baixo Vístula em meados do século II d.C.
O canto nordeste do que é hoje a Polónia permaneceu povoado por tribos bálticas. Eles estavam nos limites de qualquer influência cultural substancial do Império Romano.
Os povos eslavos podem ter vivido nas regiões sul e sudeste, alguns talvez associados às antigas culturas Przeworsk e Zarubintsy do século III a.C. (com a cultura Przeworsk sendo considerada provavelmente de origem eslava ou mista eslava e germânica ). Foi sugerido que os primeiros povos e línguas eslavas podem ter se originado na região da Polésia, que inclui a área ao redor da fronteira Bielorrússia-Ucrânia, partes da Rússia Ocidental e partes do Extremo Oriente da Polónia. Uma parte maior da Polônia seria colonizada por tribos eslavas em períodos posteriores, nos primeiros séculos da era comum.